# This Film Is On
This Film Is On és una compilació de tots els videoclips promocionals realitzats per la banda R.E.M. en l'època de l'àlbums Out of Time, tot i que alguns es van filmar per aquesta publicació. Es va publicar el 24 de setembre de 1991 en format cinta de vídeo, i el 22 d'agost de 2000 en format DVD, ambdós per la discogràfica Warner Bros..
Entre el contingut de la compilació hi ha els vídeos dels quatre senzills de l'àlbum Out of Time («Losing My Religion», «Shiny Happy People», «Near Wild Heaven», «Radio Song»), més els videoclips d'unes quantes de cançons de l'àlbum («Low», «Belong», «Half A World Away», «Country Feedback»), una interpretació acústica de «Losing My Religion» del programa de televisió The Late Show, una interpretació acústica de «Love Is All Around» provinent d'un MTV Unplugged, una cançó instrumental titulada «Endgame», i diversos vídeos avanguardistes de duranda entre deu segons i un minuts. El cas d'aquests vídeos curts són material dirigit per Michael Stipe.

## Llista de cançons
Totes les cançons foren escrites i compostes per Bill Berry, Peter Buck, Mike Mills i Michael Stipe excepte les indicades. Entre parèntesis els directors del videoclips.
1. Intro
2. «Losing My Religion» (Tarsem Singh)
3. «Shiny Happy People» (Katherine Dieckmann) (coreògraf: Diane Martel) (amb Kate Pierson)
4. «Near Wild Heaven» (Jeff Preiss)
5. «Radio Song» (Peter Care) (amb KRS-One)
6. «Love Is All Around» (versió acústica a MTV Unplugged) (Milton Lage) (composició de Reg Presley)
7. «Losing My Religion» (versió acústica a The Late Show) (Sharon Maguire)
8. «Low» (James Herbert)
9. «Belong» (directe durant la gira Green World Tour) (Jem Cohen)
10. «Half a World Away» (Jim McKay) (actor: Tom Gilroy)
11. «Country Feedback» (Jem Cohen)
12. Credits (amb "Endgame")